# Cécile Feilchenfeldt
Cécile Feilchenfeldt (* 1973) ist eine Schweizer Strick- und Textildesignerin.

## Leben
Sie ist bekannt für innovative Strickarbeiten sowie für experimentelle Textilkreationen. Ihr Strickdesign wurde mit mehreren internationalen Auszeichnungen gewürdigt und hat es in die Welt der Haute Couture geschafft. So setzen Mode-Designhäuser wie Balenciaga, Balmain, Christian Dior, Issey Miyake und Louis Vuitton auf ihre aussergewöhnlichen Entwürfe und verarbeiten ihre Stoffe in ihren Kollektionen.
Feilchenfeldt lebt und arbeitet seit 2000 in Paris und kreiert und produziert Strickgewebe unter ihrem eigenen Label «Cécile Feilchenfeldt Knitwear Studio».

## Karriere
Die gebürtige Schweizerin ist in München aufgewachsen. Nach dem Abitur absolvierte sie 1993/94 den Vorkurs an der Höheren Schule für Gestaltung in Zürich. Nach Abschluss ihres Textildesign-Studiums an der Zürcher Hochschule der Künste 1998 erhielt sie den mit 20'000 Franken dotierten «Brunschwig-Preis» für angewandte Kunst, und zwar für ihre Abschlussarbeit zum Thema Schal. Diese Auszeichnung setzte sie zur Gründung ihres Ateliers in der Schweiz und in Frankreich ein. Anschliessend entwarf sie während zehn Jahren Kostüme für zahlreiche Theaterproduktionen. Nach der Geburt ihres zweiten Kindes 2008 kehrte Feilchenfeldt zum Textildesign zurück und kreiert für hochrangige Kundschaft von der Haute-Couture bis zur Autoindustrie.
2018 wurde Feilchenfeldt vom Bundesamt für Kultur mit dem Schweizer «Grand Prix Design» ausgezeichnet. Die Auszeichnung wurde auf Empfehlung der Eidgenössischen Designkommission vergeben, und zwar für Gestaltung, die auf nationaler und internationaler Ebene zum Renommee des Schweizer Designs beiträgt. 2019 folgten der «Grand Prix de la Création de la Ville de Paris» sowie der «Bayerische Staatspreis» und 2021 der «Justus-Brinckmann-Preis». Feilchenfeldts Werke wurden in mehreren Museen und Galerien in der Schweiz, in Deutschland und in Frankreich ausgestellt, unter anderem auch in der Baubibliothek der ETH im Rahmen der Ausstellung «Hybride Konstruktionen» und im Designmuseum Gent.
Neben der Führung ihres eigenen Unternehmens Knitwear Studio in Paris unterrichtete Cécile Feilchenfeldt an der École Nationale Supérieure des Arts Appliqués et des Métiers d’Art.

## Auszeichnungen
- 1998: Brunschwig-Preis (Modehaus Grieder, Familie Brunschwig)
- 2018: Schweizer Grand Prix Design
- 2019: Grand Prix de la Création de la Ville de Paris
- 2019: Bayerischer Staatspreis
- 2021: Justus Brinckmann Preis